# 海因里希·冯·吕特维茨
海因里希·冯·吕特维茨（德語：Heinrich von Lüttwitz），全称吕特维茨男爵海因里希·迪波尔德·格奥尔格（德語：Heinrich Diepold Georg Freiherr von Lüttwitz；1896年12月6日—1969年10月9日），是一名普鲁士容克貴族，出身西里西亞的吕特维茨家族，曾為运动员、奥林匹克马术選手和裝甲兵指揮官。吕特维茨曾在两次世界大战中服役，以陸軍上將的身份退役。

## 生平
海因里希·馮·呂特維茨出身於西里西亞貴族家族呂特維茨家族。第一次世界大戰爆發後，他於1914年8月10日加入「皇帝亞歷山大三世」烏蘭團作為一名士兵。1914年10月29日，他晉升為少尉，並於1914年12月1日晉升為中尉。
吕特维茨的團隊参加了1936年柏林夏季奥运会，但他们没有获得奖牌。这次失败被纳粹政权视为耻辱，因此他在接下来的几年里一直默默无闻。在二戰中，吕特维茨先后担任第59摩步团团长，第20装甲师师长（当了8个月之久，从上校代理师长当到了少将正式师长），第2装甲师师长和第47装甲军军长。
1944年9月4日，吕特维茨升任第47装甲军军长，在部队整备完毕后，先在洛林作战，后前往马斯河突出部。吕特维茨指挥47装甲军发动对美军第7装甲师的奇袭。结果毫无防备的美军遭到惨败。
他曾在巴斯托涅戰役中要求美国第101空降师投降，但是美軍將領安東尼·麥考利夫准將被吕特维茨的劝降激怒后，他的回應只用了一个字：「Nuts！」。（這個單字在北美俚語有許多不同的意思，包括「該死」、「狗屁」、「去你的」和「睪丸」，在這裡這是用來代表拒絕，類似「滚蛋」或者「呸」）。
1945年4月6日鲁尔口袋战役期间，吕特维茨率第47装甲军參戰。1945年4月16日，吕特维茨被美军俘虏，1947年7月1日获释。1969年病逝於巴伐利亞多瑙河畔的諾伊堡。

### 引用
1. ↑  Rangliste des Deutschen Reichsheeres，第155頁.
2. ↑  Scherzer 2007，第519頁.

### 文獻
- Berger, Florian.  [With Oak Leaves and Swords. The Highest Decorated Soldiers of the Second World War]. Vienna, Austria: Selbstverlag Florian Berger. 1999. ISBN 978-3-9501307-0-6 （德语）.
- Mitcham, Samuel W. . Mechanicsburg, Pennsylvania: Stackpole Books. 2008. ISBN 9780811749220.
- Mitcham, Samuel W. . Mechanicsburg, Pennsylvania: Stackpole Books. 2007. ISBN 9781461751557.
- Patzwall, Klaus D.; Scherzer, Veit.  [The German Cross 1941 – 1945 History and Recipients Volume 2]. Norderstedt, Germany: Verlag Klaus D. Patzwall. 2001. ISBN 978-3-931533-45-8 （德语）.
- Reichswehrministerium (编). . Berlin, Germany: Mittler & Sohn Verlag. 1924. OCLC 10573418 （德语）.
- Scherzer, Veit.  [The Knight's Cross Bearers 1939–1945 The Holders of the Knight's Cross of the Iron Cross 1939 by Army, Air Force, Navy, Waffen-SS, Volkssturm and Allied Forces with Germany According to the Documents of the Federal Archives]. Jena, Germany: Scherzers Militaer-Verlag. 2007. ISBN 978-3-938845-17-2 （德语）.
- Thomas, Franz.  [The Oak Leaves Bearers 1939–1945 Volume 2: L–Z]. Osnabrück, Germany: Biblio-Verlag. 1998. ISBN 978-3-7648-2300-9 （德语）.

### 延伸閱讀
- R. V. Cassill (1955), The General Said "Nuts":  Exciting Moments of Our History—As Recalled by Our Favorite American Slogans, New York:  Birk.